# 악의 꽃 (2022년 드라마)
《악의 꽃》(영어: Flower of Evil)는 2022년 방영된 필리핀의 텔레비전 드라마이다. 지난 2020년 한국 드라마 《악의 꽃》을 원작으로 한 작품이다.